# Jenny Chapman
Jennifer Chapman, baronne Chapman de Darlington (née le 25 septembre 1973) est une femme politique du parti travailliste britannique qui est députée de Darlington de 2010 à 2019.
Après avoir perdu son siège, elle préside la campagne de Keir Starmer lors de l'élection à la direction du parti travailliste de 2020 et est actuellement son assistante principale comme chef du parti travailliste,.
Elle est créée pair à vie le 1er mars 2021.

## Jeunesse et carrière
Chapman est née dans le Surrey mais déménage à Darlington à un jeune âge où elle fréquente l'école Hummersknott et le Queen Elizabeth Sixth Form College avant d'étudier la psychologie à l'université Brunel. Elle obtient une maîtrise en archéologie à l'université de Durham. Elle fait des stages dans les départements de psychologie des prisons tout en étudiant pour son diplôme de premier cycle.
Elle épouse son collègue député travailliste Nick Smith en juillet 2014. Elle a deux enfants d'une relation précédente.
Chapman travaille comme directeur du bureau de circonscription pour le député travailliste de Darlington, Alan Milburn. Après une interruption de carrière pour les enfants, elle retourne en politique au Darlington Borough Council lorsqu'elle est élue conseillère d'arrondissement pour le quartier Cockerton West en 2007.

## Carrière parlementaire
En novembre 2009, Chapman est présélectionnée comme l'une des quatre candidats pour succéder à Milburn à Darlington sur une liste restreinte ouverte. Elle est choisie pour se présenter au parlement par le parti de circonscription locale le mois suivant et est élue députée de Darlington aux élections générales de 2010 avec une majorité de 3 388 voix. À la suite de sa victoire électorale, elle démissionne de son poste de conseillère.
Chapman prononce son premier discours au Parlement le 7 juin 2010, au cours duquel elle demande que les services de réseaux sociaux soient réglementés pour arrêter les pédophiles. Elle soutient le programme Construire des écoles pour l'avenir.
En 2011, Chapman est nommée ministre fantôme des prisons. Elle avait déjà rédigé des recommandations de politique sur la question de l'incarcération, notamment une recommandation selon laquelle les agents pénitentiaires devraient recevoir une formation pour les aider à réhabiliter les détenus.
Chapman devient ministre fantôme de la garde d'enfants et de la petite enfance en janvier 2016, mais démissionne à l'été de la même année avec des dizaines de collègues travaillistes. Plus tard, elle revient comme ministre de l'ombre pour la sortie de l'Union européenne aux côtés de Keir Starmer. Le département est créé à la suite du vote de la Grande-Bretagne lors du référendum d'adhésion au Royaume-Uni en 2016 à l'Union européenne le 23 juin 2016.
Elle soutient Owen Smith dans la tentative ratée de remplacer Jeremy Corbyn lors de l'élection à la direction du Parti travailliste (Royaume-Uni) en 2016.
Chapman est une ancienne vice-présidente de Progress.
En 2019, Chapman perd son siège au profit du conservateur Peter Gibson (homme politique) par 3 294 voix, et est remplacée comme ministre de l'ombre du Brexit par Thangam Debbonaire.
En février 2021, Chapman est nommée baronne Chapman de Darlington, dans le comté de Durham, et prononce son premier discours à la Chambre des lords le 22 mars 2021.
Elle est nommée Ministre d'État au Développement dans le gouvernement Starmer le 28 février 2025, en remplacement de Anneliese Dodds, démissionnaire.